# Ай-Лемы
Ай-Лемы (Айлемынг) — река в России, протекает по Сургутскому району Ханты-Мансийского АО. Длина реки составляет 19 км.
Начинается среди мелких озёр в междуречье Лямина 1-го и Нанклемынга. От истока течёт преимущественно в южном направлении по болотам и сосновому лесу до безымянного озера, потом вытекает из его северо-восточной оконечности и впадает в озеро Ай-Лемынглор, служащее истоком реки Айлемынг и лежащее на высоте 96,8 метра над уровнем моря на расстоянии 44 км по от его устья.

## Данные водного реестра
По данным государственного водного реестра России относится к Верхнеобскому бассейновому округу, водохозяйственный участок реки — Обь от города Нефтеюганск до впадения реки Иртыш, речной подбассейн реки — Обь ниже Ваха до впадения Иртыша. Речной бассейн реки — (Верхняя) Обь до впадения Иртыша.
Код объекта в государственном водном реестре — 13011100212115200046362.